# Camila do Reino Unido
Camila (nascida Camila Rosamaria Shand, em inglês: Camilla Rosemary Shand; Londres, 17 de julho de 1947) é a Rainha Consorte do Reino Unido e dos Reinos da Commonwealth por ser a esposa do rei Carlos III. Tornou-se rainha consorte em 8 de setembro de 2022, quando seu marido ascendeu ao trono britânico após a morte da rainha Isabel II.  De 2005 a 2022, possuiu legalmente o título de Princesa de Gales, porém, ela utilizava o título secundário de Duquesa da Cornualha em eventos oficiais em nome da coroa britânica. De 1973 a 2005, ela foi conhecida amplamente pela mídia britânica e internacional como Camilla Parker Bowles, devido ao seu primeiro casamento com Andrew Parker Bowles, um oficial militar com quem teve dois filhos e se divorciou em 1995.
Camila e Carlos tiveram por muitos anos um relacionamento controverso, que foi muito divulgado pela mídia e atraiu atenção internacional. Em 2005 os dois se casaram em uma cerimônia civil realizada na Prefeitura de Windsor, seguida por uma bênção anglicana televisionada realizada por Rowan Williams, Arcebispo da Cantuária, na Capela de São Jorge. O seu casamento foi polêmico no ponto de vista político e religioso, pois a igreja anglicana não aceitava o casamento de pessoas divorciadas e inclusive tal imposição provocou a abdicação de um rei no passado (o Eduardo VIII do Reino Unido). Além disto, o povo britânico amava muito a antecessora de Camila, a Diana, Princesa de Gales, e não queria ver Camila como rainha, na tentativa de abafar a imagem de invejosa que foi-lhe alocada pela mídia.
Como Duquesa da Cornualha, Camila auxiliava Carlos em seus deveres oficiais. Ela também é patrona e presidente de várias organizações de caridade, trabalhando para aumentar o interesse em áreas como a osteoporose, abuso sexual e alfabetização, tendo sido muito elogiada pelas últimas.

## Início de vida e educação

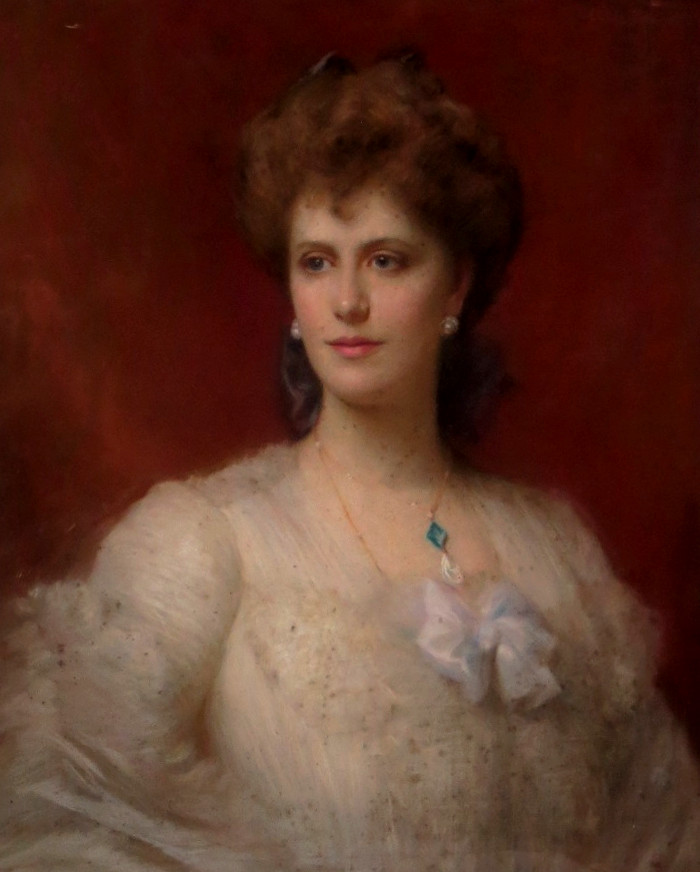
Alice Keppel, bisavó de Camila e amante do rei Eduardo VII.

Camila Rosemaria Shand nasceu no King's College Hospital, na cidade de Londres na Inglaterra. Ela é a filha mais velha de Bruce Middleton Hope Shand, ex-oficial do Exército Britânico, e de Rosalind Cubitt, filha mais velha de Roland Cubitt, 3.º Barão Ashcombe. Camila tem uma irmã, Annabel, e um irmão, Mark Shand, e o seu tio Henry Cubitt é o 4.º Barão Ashcombe e sua tia Elspeth Howe é a Baronesa de Idlicote e esposa de Geoffrey Howe, Barão Howe de Aberavon. Uma das suas bisavós maternas, Alice Keppel, foi amante do rei Eduardo VII entre 1898 e 1910; o ancestral da família Keppel, Arnold Joost van Keppel, supostamente, também teria sido amante do rei Guilherme III da Inglaterra. Em 1º de novembro de 1947, Camila foi batizada na Igreja Firle, East Sussex. Camila é prima distante de Diana, Princesa de Gales e Sara, Duquesa de Iorque, uma vez que as três são descendentes do rei Carlos II da Inglaterra. Conhecida pelos íntimos desde pequena como Milla, a futura duquesa passou muito tempo da sua criação no vilarejo de Plumpton na Inglaterra, onde a casa de sua família, conhecida como The Laines, ficava próxima do autódromo de Plumpton. A família de Camila tinha uma segunda casa de três andares em South Kensington, Londres, onde ela passou parte da infância. A mãe de Camila era dona de casa e o seu pai investiu em várias empresas depois de se retirar do exército, sendo a mais conhecida a Block, Grey and Block, uma empresa de vinhos em Mayfair da qual se tornou sócio.

Durante a sua infância, Camila tornou-se numa leitora ávida por influência do pai, que lhe lia frequentemente. Ela cresceu com cães e gatos e, quando ainda era pequena, aprendeu a montar póneis num clube de póneis, onde ganhou rosetas em gincanas da comunidade. Segundo a própria Camila, a sua infância foi: "perfeita em todos os aspetos". O biógrafo Gyles Brandeth descreve a sua família e infância:
"Costuma dizer-se que a infância de Camila foi 'ao estilo de Enid Blyton'. Na verdade, foi muito mais grandiosa do que isso. Camilla, quando era pequena, tinha algumas características da personalidade da Zé, a maria-rapaz de Os Cinco, mas as crianças de Enid Blyton eram da classe média e os Shand pertenciam, sem dúvida, à classe alta. Os Shand tinham estatuto e tinham criados - criados em casa, criados no jardim, criados para as crianças. Eram da pequena nobreza. Eles abriam o jardim para a festa de verão da Associação do Partido Conservador. Isso diz tudo." — Gyles Brandeth
Quando tinha cinco anos, Camila foi enviada para Dumbrells School, em Sussex. Ela deixou a escola aos 10 anos para ir estudar para a Queen's Gate School, em Kensington, Londres. Lá, foi colega da cantora Twinkle, que a descreveu como uma menina com "uma força interior" que irradiava magnetismo e confiança. Uma das professoras da escola, a escritora Penelope Fitzgerald, que ensinava Francês, recordava Camila como "inteligente e vivaz". Camila deixou a escola em 1964, sem fazer os exames de acesso à universidade por opção dos pais. Aos 16 anos, Camila ingressou e finalizou seus estudos em Mon Fertile, na Suíça, uma escola para moças de aperfeiçoamento e preparo à vida social. Depois de terminar os seus estudos nesta escola, Camila decidiu viajar para a França para estudar francês durante seis meses na Institut Britannique, localizada na cidade de Paris na França.
Em 25 de março de 1965, Camila fez o seu baile de debutante na cidade de Londres, sendo uma de 311 jovens mulheres que participaram nesse ano. Depois de sair de casa dos pais, Camila partilhou um pequeno apartamento em Kensington com a amiga Jane Wyndham, sobrinha da decoradora Nancy Lancaster. Depois, mudou-se para um apartamento maior em Belgravia, que partilhava com a senhoria, Lady Moyra Campbell, filha do Duque de Abercorn e, mais tarde com Virginia Carrington, filha do político Peter Carington, 6.º Barão Carrington. Virginia foi casada com o tio de Camila, Henry Cubitt, entre 1973 e 1979. Camila trabalhou como secretária em várias empresas no West End de Londres e foi recepcionista na empresa de decoração Sibly Colefax & John Fowler em Mayfair. Ela tinha uma paixão por cavalos e participava frequentemente em atividades equestres. Camila também gostava de pintar, o que a levou a ter aulas privadas com um artista, apesar de a maior parte do seu trabalho ter acabado "no lixo". Outros interesses incluíam horticultura e jardinagem.

## Casamentos

### Primeiro casamento e filhos
No final dos anos 60, Camila conheceu Andrew Parker Bowles (que na altura era um oficial e tenente do regimento Blues and Royals) através do irmão mais novo dele, Simon Parker Bowles, que trabalhava na empresa de vinhos do pai de Camila em Mayfair. Andrew era amigo do então príncipe Carlos de Gales, ex-namorado de Ana, Princesa Real e afilhado da rainha Isabel II. Após uma relação inconstante com várias separações, o casal anunciou o seu noivado de forma tradicional no jornal The Times em 1973.

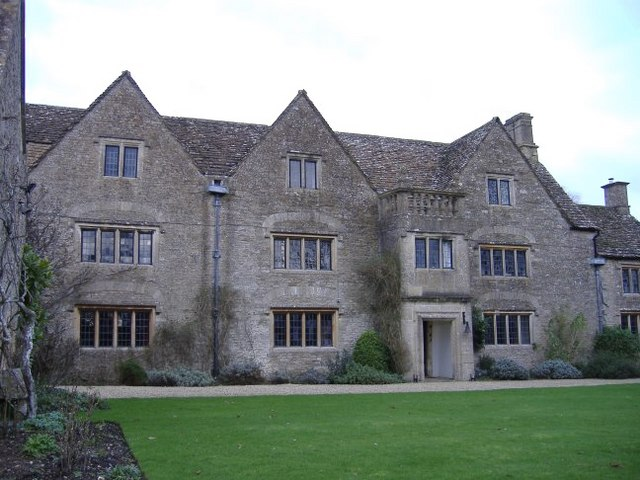
Bolehyde Manor, onde Camila e Andrew viveram com a sua família

O casamento, uma cerimónia católica, teve lugar a quatro de julho desse ano na Guards Chappel, em Londres. Camila tinha 25 anos e Andrew Parker Bowles tinha 33. O vestido de Camila foi criado pela casa de moda britânica Bellville Sassoon e entre as damas-de-honra encontrava-se a afilhada de Andrew, Lady Emma Herbert. Este foi considerado "o casamento da alta sociedade do ano" com oitocentos convidados, entre eles a princesa Ana, a rainha Isabel II, a Rainha-mãe e a princesa Margarida.
Camila e Andrew compraram a mansão Bolehyde Manor em Allington, Wiltshire e, mais tarde, a Middlewick House, em Corsham. O casal teve dois filhos: Thomas Henry Parker Bowles (nascido em 1974, colunista da revista Tatler e afilhado de Carlos e a Laura Rose (Parker Bowles) Lopes (nascida em 1978). Ambas as crianças foram criadas na fé católica romana de seu pai, particularmente durante a vida de sua avó paterna Ann Parker Bowles; no entanto, Camila permaneceu anglicana e não se converteu ao catolicismo romano. Laura frequentou uma escola católica para meninas, mas se casou em uma igreja anglicana; e Tom não frequentou o Ampleforth College como seu pai, mas Eton – e se casou fora da Igreja Católica. Tom, como seu pai, é remanescente do Condado de Macclesfield.
A amizade entre o então príncipe Carlos e os Parker-Bowles continuou. O casamento dos Parker-Bowles tornou-se aberto no decorrer do tempo, isto é, ambos cometiam adultério e sabiam disso. A segunda e atual esposa de Andrew era sua amante na época de seu casamento com Camila. Em dezembro de 1994, após 21 anos de casamento, Camila e o marido pediram oficialmente o divórcio, afirmando que já viviam separados há vários anos. Em julho desse ano, a mãe de Camila, Rosalind, tinha morrido de osteoporose e o seu pai disse que aquela foi "uma altura difícil para ela". O divórcio foi finalizado em março de 1995.

### Relacionamento com Carlos
Camila e o então príncipe Carlos conheceram-se em 1971. Na altura, Camila e Andrew Parker Bowles encontravam-se separados e Andrew namorava com Ana, a irmã de Carlos. Apesar de Camila e Carlos pertenceram ao mesmo círculo social e de frequentarem os mesmos eventos, ainda não se tinham conhecido formalmente. A sua biógrafa, Caroline Brandreth, afirma que o casal não se conheceu num jogo de polo, como costuma ser relatado, mas sim na casa de uma amiga mútua, Lucía Santa Cruz, que os apresentou. Eles tornaram-se amigos íntimos e acabaram por ter um relacionamento, algo que era do conhecimento do seu círculo social. Quando Carlos e Camila começaram a namorar, encontravam-se frequentemente em jogos de polo em Windsor Great Park, onde Carlos jogava. O casal também ia regularmente ao clube privado Annabel's em Berkeley Square. Quando a relação ficou mais séria, Camila apresentou Carlos à sua família em Plumpton. Os dois fizeram uma pausa na relação quando Carlos teve de viajar para se juntar à Marinha Real em 1973 e esta acabou abruptamente pouco depois.
Há relatos distintos dos motivos que levaram o casal a separar-se em 1973. Robert Lacey escreveu no seu livro Royal: Her Majesty Queen Elizabeth II que Carlos tinha conhecido Camila cedo demais e que não lhe tinha pedido para esperar por ele quando viajou para o estrangeiro. Sarah Bradford escreveu no livro Diana que o tio-avô de Carlos, Lorde Louis Mountbatten, tinha sido o responsável por enviar o príncipe para o estrangeiro para que Carlos e Camila terminassem a sua relação e a sua neta Amanda Knatchbull pudesse aproximar-se dele. Algumas fontes sugerem que a Rainha-Mãe não aprovava o relacionamento com Camila porque queria que Carlos se casasse com uma das netas da sua amiga Lady Fermoy da família Spencer. Outras fontes também sugerem que Camila não queria casar com Carlos e que preferia casar com Andrew Parker Bowles, com quem tinha mantido uma relação desde os anos 60, ou que Carlos só se queria casar depois dos 30 anos.
No geral, a maioria dos biógrafos reais concordam que, mesmo que Carlos e Camila quisessem se casar naquela altura, a união não teria sido aprovada porque, segundo a prima e madrinha de Carlos, Patricia Mountbatten, alguns membros da corte não achavam que Camila fosse uma noiva adequada para o futuro rei. Em 2005, ela afirmou: "Em retrospectiva, pode dizer-se que o Carlos devia ter se casado com a Camila quando teve a oportunidade. Agora sabemos que eles eram ideais um para o outro, mas isso não era possível. (...) Não teria sido possível na altura". No entanto, eles ficaram amigos. Em agosto de 1979, o Lorde Louis Mountbatten foi assassinado pelo IRA. Carlos ficou muito abalado com a sua morte e diz-se que procurou consolo junto de Camila. Durante este período, começaram a surgir rumores entre os seus amigos mais íntimos de que Carlos e Camila tinham reatado a sua relação. Uma fonte próxima de Camila confirmou-o em 1980. Havia ainda rumores entre os funcionários da Casa Real de que isso tinha acontecido mais cedo. Aparentemente, o marido de Camila não se importou com o caso, visto que ele próprio também tinha mantido várias amantes ao longo do seu casamento. Para se casar com o então príncipe Carlos, foi escolhida a jovem Lady Diana Frances Spencer.

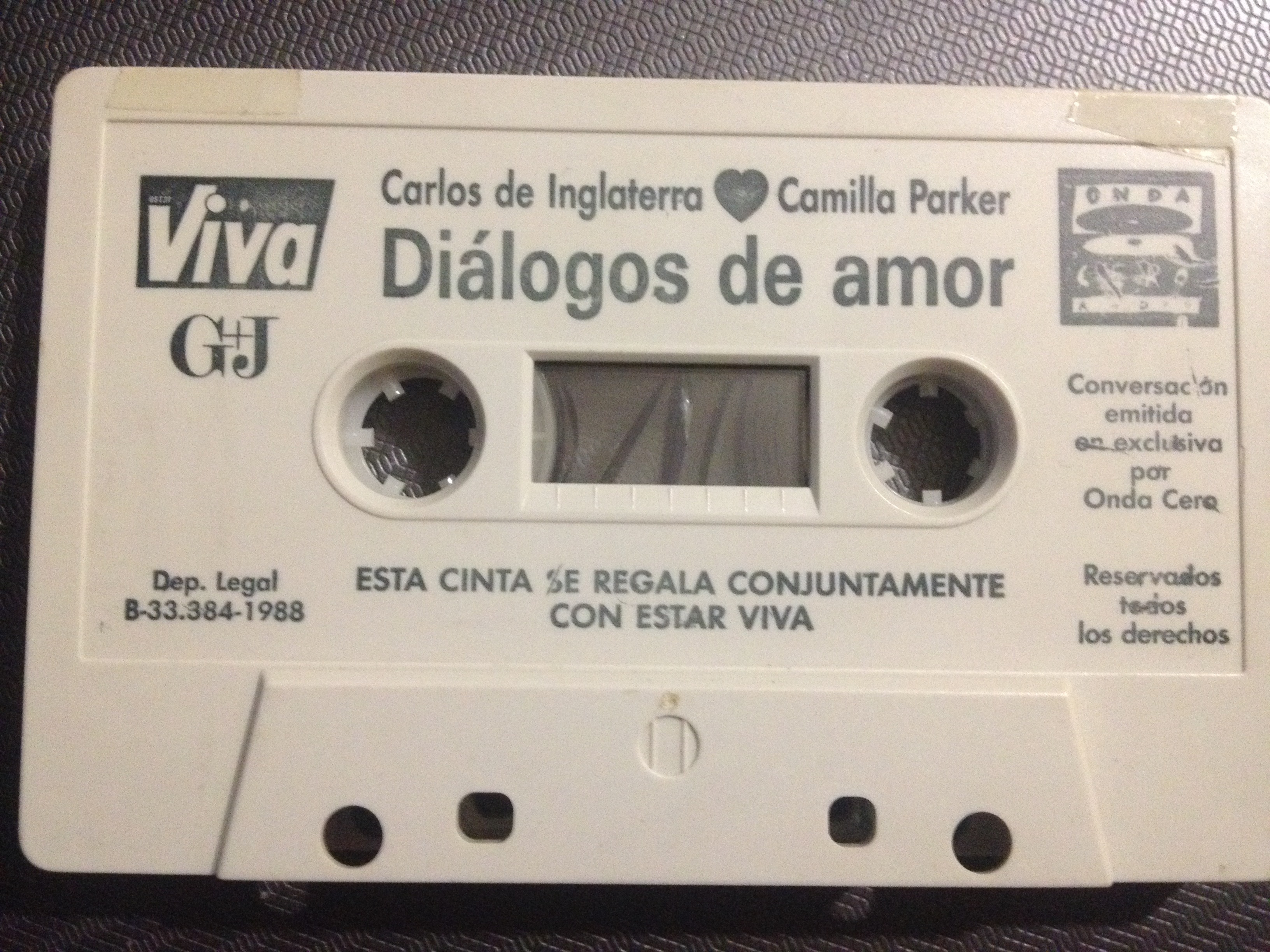
Uma cópia de fita cassete com os diálogos íntimos e comprometedores trocados entre Camila e Carlos, que foram vazados para a imprensa na década de 1990.

Nos anos 90, o caso veio à tona e Diana, Princesa de Gales acusou o adultério entre Carlos e Camila de ser o culpado da sua separação e divórcio no livro Diana: Her True Story. Privadamente, Diana se referia a Camila chamando-a de "Rottweiler". Todavia, inicialmente os defensores do então príncipe Carlos diziam que a causa da separação de Carlos e Diana era a "fixação paranóica" que ela tinha pelo "relacionamento amigável" entre o seu marido e Camila, defesa que depois se provou errada, tendo o próprio Carlos assumido que havia sido amante de Camila enquanto ambos ainda eram casados numa entrevista com Jonathan Dimbleby. Nessa entrevista, Carlos disse: "A Sra. Parker Bowles é uma grande amiga minha... é minha amiga há muito tempo e vai continuar a ser minha amiga durante muito tempo". No decorrer da entrevista, Carlos admitiu que tinha reatado a sua relação com Camila depois de o seu casamento com Diana ficar "irremediavelmente perdido" em 1996.
Após a finalização dos respetivos divórcios, Carlos declarou que a sua relação com Camila não era negociável. Carlos estava ciente de que a sua relação estava a atrair muita publicidade negativa e contratou Mark Bolland (que já tinha contratado em 1995 para reabilitar a sua própria imagem) para melhorar a imagem pública de Camila. Nos anos seguintes, Camila passou a acompanhar Carlos informalmente nos seus compromissos. Em 1999, o casal fez a sua primeira aparição pública em conjunto no Hotel Ritz em Londres numa festa de anos. Cerca de 200 fotógrafos e jornalistas de todo o mundo registaram o momento. Em 2000, Camila acompanhou Carlos em vários compromissos oficiais na Escócia e, em 2001, ela tornou-se na presidente da Associação Nacional de Osteoporose, um cargo que a apresentou ao público. Ainda em 2000, Camila conheceu a rainha Isabel II pela primeira vez desde que a relação se tornara pública na festa do 60.º aniversário do ex-rei da Grécia, Constantino II. Este encontro foi visto como um selo de aprovação da rainha na relação entre Carlos e Camila. Depois de uma série de aparições em locais públicos e privados, a rainha convidou Camila para as celebrações do seu Jubileu de Ouro em 2002. Camila sentou-se no camarote real, atrás da rainha, num dos concertos no Palácio de Buckingham. Em 2004, Camila acompanhou Carlos em quase todos os seus compromissos oficiais, incluindo uma visita de grande visibilidade aos highland games na Escócia. Ainda durante o ano de 2004, a impressa começou a especular se o casal estaria prestes a anunciar o seu noivado. Na altura, a maioria das pesquisas indicava que o público britânico se mostrava favorável ao casamento.

### Segundo casamento
Em 10 de fevereiro de 2005, a Clarence House anunciou que Camila e o príncipe de Gales estavam noivos; como um anel de noivado, Carlos deu a Camila um anel de diamante que se acredita ter sido dado a sua avó, a rainha Isabel, quando ela deu à luz sua filha, a rainha Isabel II. O anel continha um diamante de corte quadrado com três baguetes de diamante em cada lado. Como futuro Governador Supremo da Igreja da Inglaterra, a perspectiva de Carlos se casar com uma divorciada foi vista como controversa, mas com o consentimento da Rainha, do governo e da Igreja da Inglaterra, o casal conseguiu casar. A rainha, o primeiro-ministro Tony Blair e o arcebispo de Canterbury Rowan Williams, ofereceram seus melhores votos em declarações à mídia. Nos dois meses seguintes ao anúncio de seu noivado, a Clarence House recebeu 25 000 cartas com "95 ou 99% sendo de apoio"; Também foram recebidas 908 cartas de ódio, com as mais ameaçadoras e pessoais enviadas à polícia para investigação.
O casamento deveria ter sido em 8 de abril de 2005, e deveria ocorrer em uma cerimônia civil no Castelo de Windsor, com um serviço religioso subsequente de bênção na Capela de São Jorge. No entanto, realizar um casamento civil no Castelo de Windsor obrigaria o local a obter uma licença para casamentos civis, que não tinha. Uma condição de tal licença é que o local licenciado deve estar disponível por um período de um ano para quem deseja se casar lá, e como a família real não desejava tornar o Castelo de Windsor disponível ao público para casamentos civis, o local foi mudado para a prefeitura em Windsor Guildhall. Em 4 de abril, foi anunciado que o casamento seria adiado em um dia para permitir que o Príncipe de Gales e alguns dos dignitários convidados assistissem ao funeral do Papa João Paulo II.

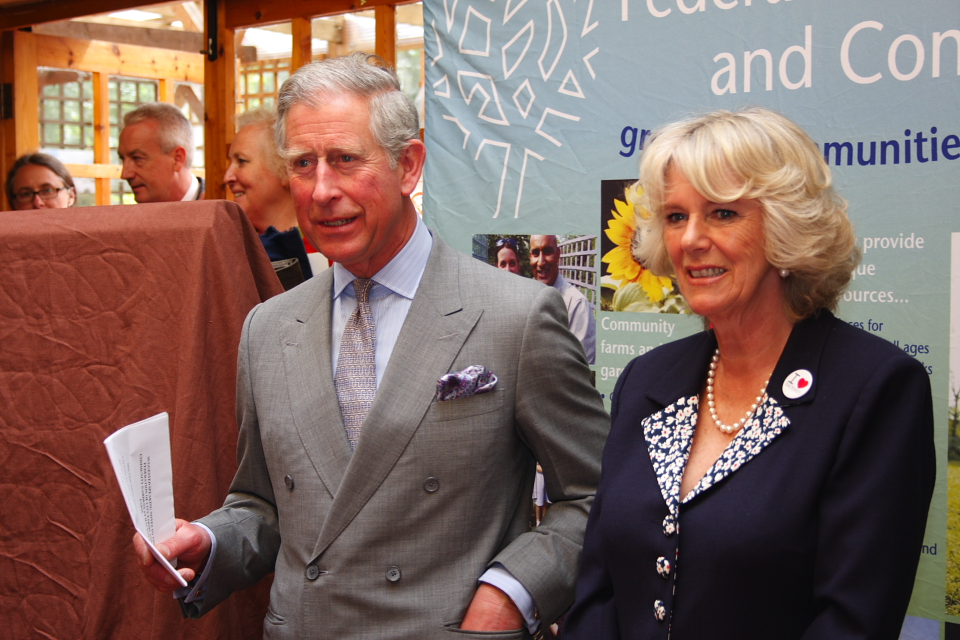
Camila e Carlos em visita ao Hackney City Farm em Haggerston, Londres, 2009.

Em 9 de abril de 2005, a cerimônia de casamento foi realizada. Os pais de Carlos e Camila não compareceram; em vez disso, o filho de Camila, Tom, e o filho de Carlos, o príncipe Guilherme, atuaram como testemunhas. A rainha e o duque de Edimburgo estiveram presentes na bênção religiosa. Depois, a rainha organizou um copo-d'água para o casal no Castelo de Windsor. O evento contou com atuações do Coro da Capela de São Jorge, da Orquestra Filarmónica e do compositor galês Alun Hoddinott. Como prenda de casamento, o Marinsky Theatre Trust trouxe a cantora mezzo-soprano russa Ekaterina Semenchuk ao Reino Unido para cantar para o casal. Depois do casamento, o casal viajou para a casa de campo de Carlos na Escócia, Birkhall, e participou nos seus primeiros compromissos oficiais durante a lua de mel. Apesar de ainda manter uma casa em Wiltshire, Camila começou a viver em Highgrove House e em Clarence House, antiga residência da rainha-mãe Isabel, que se tornou a residência oficial de Carlos em 2002. Carlos passou os seus primeiros anos de criação nessa casa, quando a sua mãe não havia sido coroada rainha ainda.

## Duquesa da Cornualha

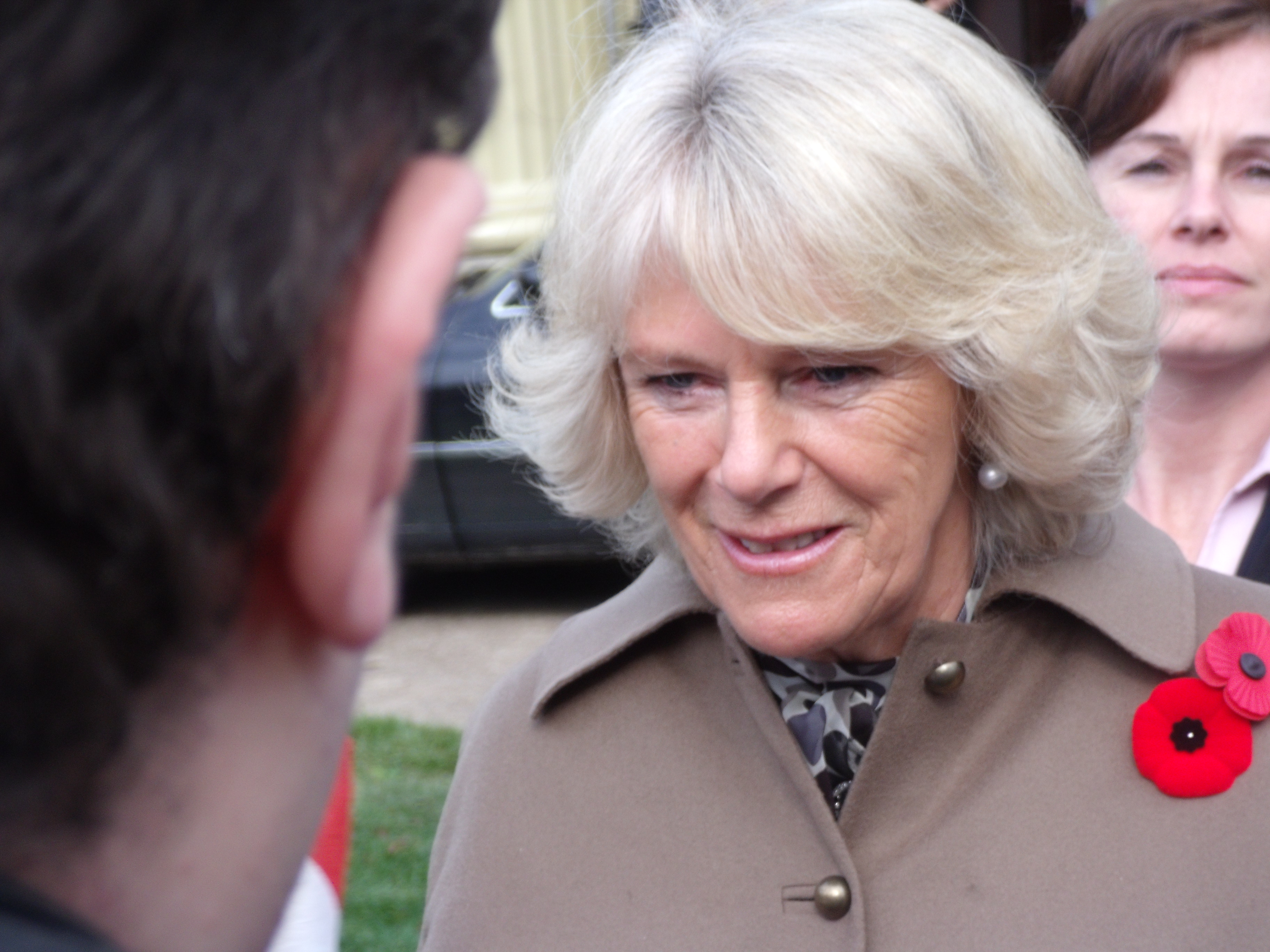
Camila em visita real na cidade de Hamilton, no Canadá, 2009

Depois de se tornar a duquesa da Cornualha, Camila adquiriu automaticamente a classificação de a segunda mulher mais alta na ordem de precedência britânica (depois da rainha Isabel II) e como tipicamente quinta ou sexta nas ordens de precedência de seus outros reinos, seguindo a Rainha, o vice-rei relevante, o Duque de Edimburgo e o Príncipe de Gales. Foi revelado que a rainha alterou a ordem real de precedência para ocasiões privadas, colocando a duquesa em quarto lugar, depois da Rainha, da Princesa Real e da Princesa Alexandra. Dois anos após o casamento, a rainha estendeu a Camila sinais visíveis de pertencimento à família real; ela emprestou-lhe a Tiara Greville, que anteriormente pertencia à Rainha-Mãe, e concedeu-lhe o distintivo da Ordem da Família Real da Rainha Isabel II.
Depois do casamento, a Clarence House passou a ser a residência oficial da então Duquesa da Cornualha e seu marido. O casal também ficava em Birkhall durante as férias de verão e em Highgrove House no Gloucestershire para reuniões familiares. Em 2008, o casal instalou-se em Llwynywermod, no País de Gales, onde ficam quando visitam o país. Para estar sozinha com os seus filhos e netos, a duquesa ainda manteve a sua casa, Ray Mill House. A então Duquesa da Cornualha tinha três damas-de-companhia, que incluíam a sua amiga de longa data, Amanda MacManus, que era a sua dama-de-companhia principal e secretária privada.
Em março de 2007, foi confirmado que Camila tinha sido submetida a uma histerectomia, apesar de não terem sido divulgados detalhes da mesma publicamente. Em abril de 2010, ela partiu a perna durante uma caminhada na Escócia e, em novembro desse ano, o carro da então duquesa e do marido foi atacado por estudantes durante uma manifestação. Em 9 de abril de 2012, a data do sétimo aniversário de casamento da duquesa e do príncipe de Gales, a rainha nomeou a duquesa para a Real Ordem Vitoriana. Em 2016, a rainha incluiu a duquesa no Conselho Privado. Em 1º de janeiro de 2022, ela fez de Camila uma Dama Real da Mais Nobre Ordem da Jarreteira.

### Visitas oficiais
O primeiro compromisso real a solo de Camila foi uma visita ao Hospital de Southampton. Camila participou pela primeira vez no Trooping the Colour em 2005, tendo aparecido na varanda do Palácio de Buckingham. A sua primeira viagem oficial ao estrangeiro foi em novembro de 2005, quando visitou os Estados Unidos e conheceu o presidente George W. Bush e a primeira-dama, Laura Bush na Casa Branca. Depois, ela e o marido visitaram Nova Orelães para ver o estado da cidade depois da passagem do Furacão Katrina e conheceram alguns residentes cujas vidas mudaram radicalmente depois do furacão. Em março de 2006, o casal visitou o Egito, a Arábia Saudita e a Índia. Em 2007, ela dirigiu o batismo do navio HMS Astute e do novo navio MS Queen Victoria. Em novembro de 2007, a Duquesa e o Príncipe de Gales fizeram uma visita de quatro dias à Turquia. Em 2008, ela e o então Príncipe de Gales visitaram as Caraíbas, o Japão, o Brunei e a Indonésia.

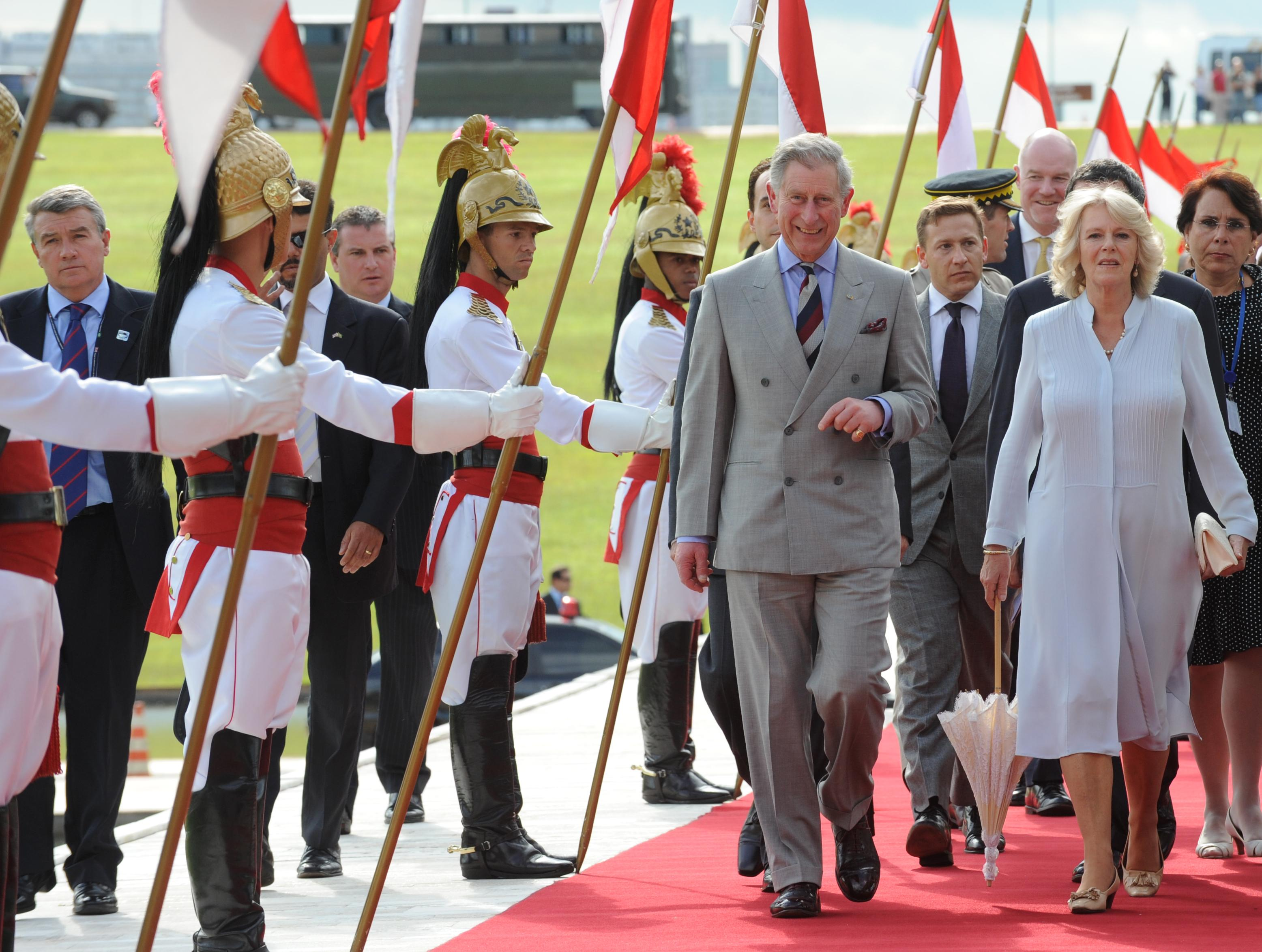
Camila e Carlos em visita ao Brasil, 2009.

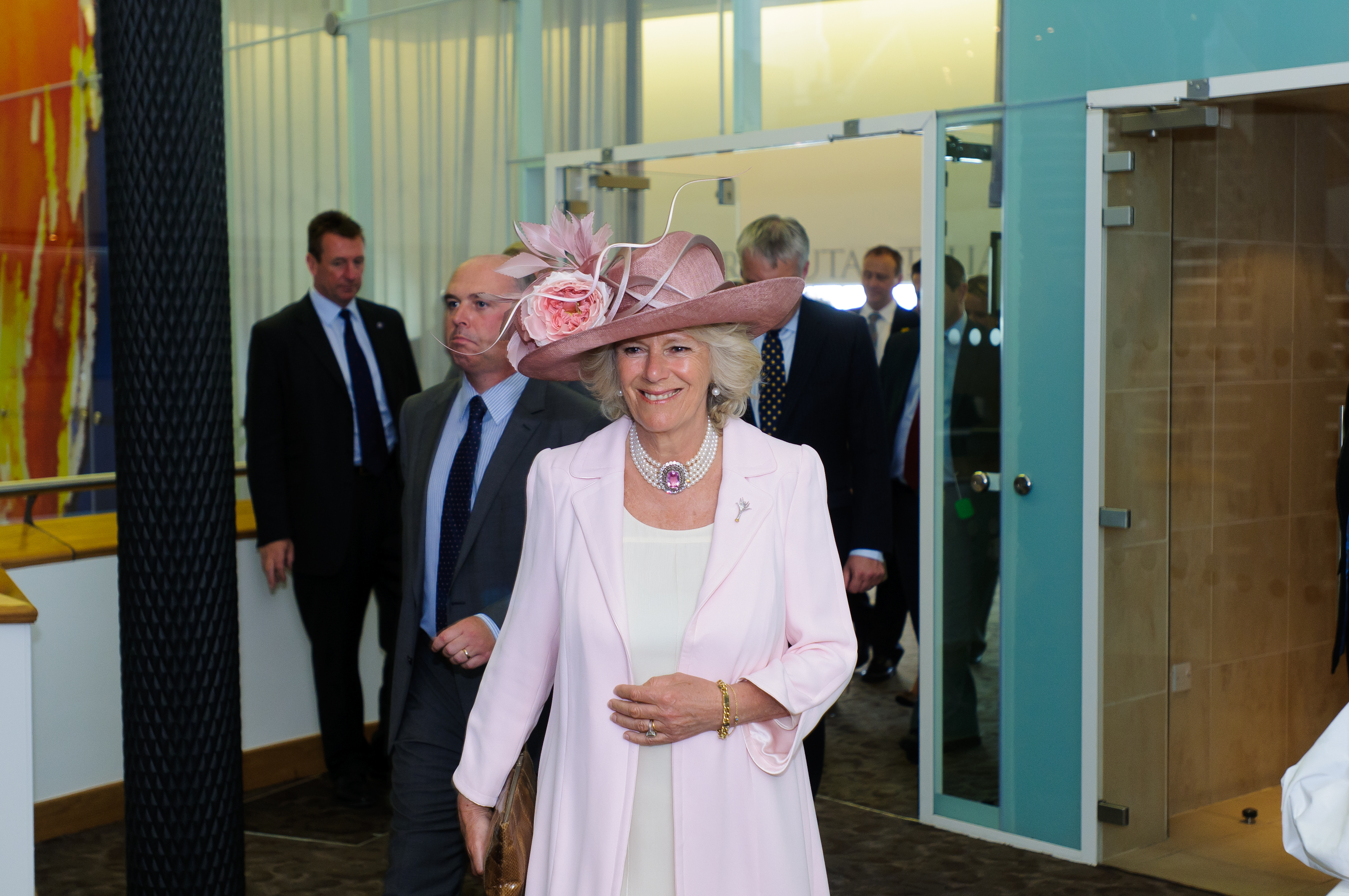
Camila na abertura oficial da Quarta Assembléia no Senedd em Cardiff, País de Gales, 7 de junho de 2011.

Em 2009, visitaram o Chile, o Brasil, o Equador, a Itália e a Alemanha. A sua visita ao Vaticano em Itália incluiu um encontro com o Papa Bento XVI. Mais tarde, visitaram o Canadá. No início de 2010, visitaram a Hungria, a República Checa e a Polónia. Camila não conseguiu cumprir a sua agenda na Europa de Leste por ter um nervo preso nas costas. Em outubro de 2010, ela acompanhou o Príncipe de Gales a Deli, na Índia para as cerimónias de abertura dos Jogos da Commonwealth. Em março de 2011, a Duquesa e o Príncipe de Gales visitaram Portugal, Espanha e Marrocos e encontraram-se com os chefes de Estado dos respetivos países. Em junho de 2011, a Duquesa representou sozinha a família real no Torneio de Ténis de Wimbledon. Em agosto desse ano, a Duquesa acompanhou o Príncipe de Gales numa visita a Tottenham após os motins de Londres de 2011. Depois, o casal encontrou-se com residentes de Tottenham em fevereiro de 2012, entre eles proprietários de lojas para ver como se encontravam seis meses após os motins. Em setembro, a Duquesa participou numa cerimónia de homenagem às vítimas dos atentados do 11 de setembro que marcou o 10.º aniversário dos mesmos. A cerimónia decorreu em Londres e contou com a participação do primeiro-ministro David Cameron e do Príncipe de Gales. Em novembro de 2011, a Duquesa viajou com o Príncipe de Gales para visitar vários países da Commonwealth e estados árabes do Golfo Pérsico. O casal visitou a África do Sul e a Tanzânia e encontrou-se com os presidentes desses países: Jacob Zuma e Jakaya Kikwete.

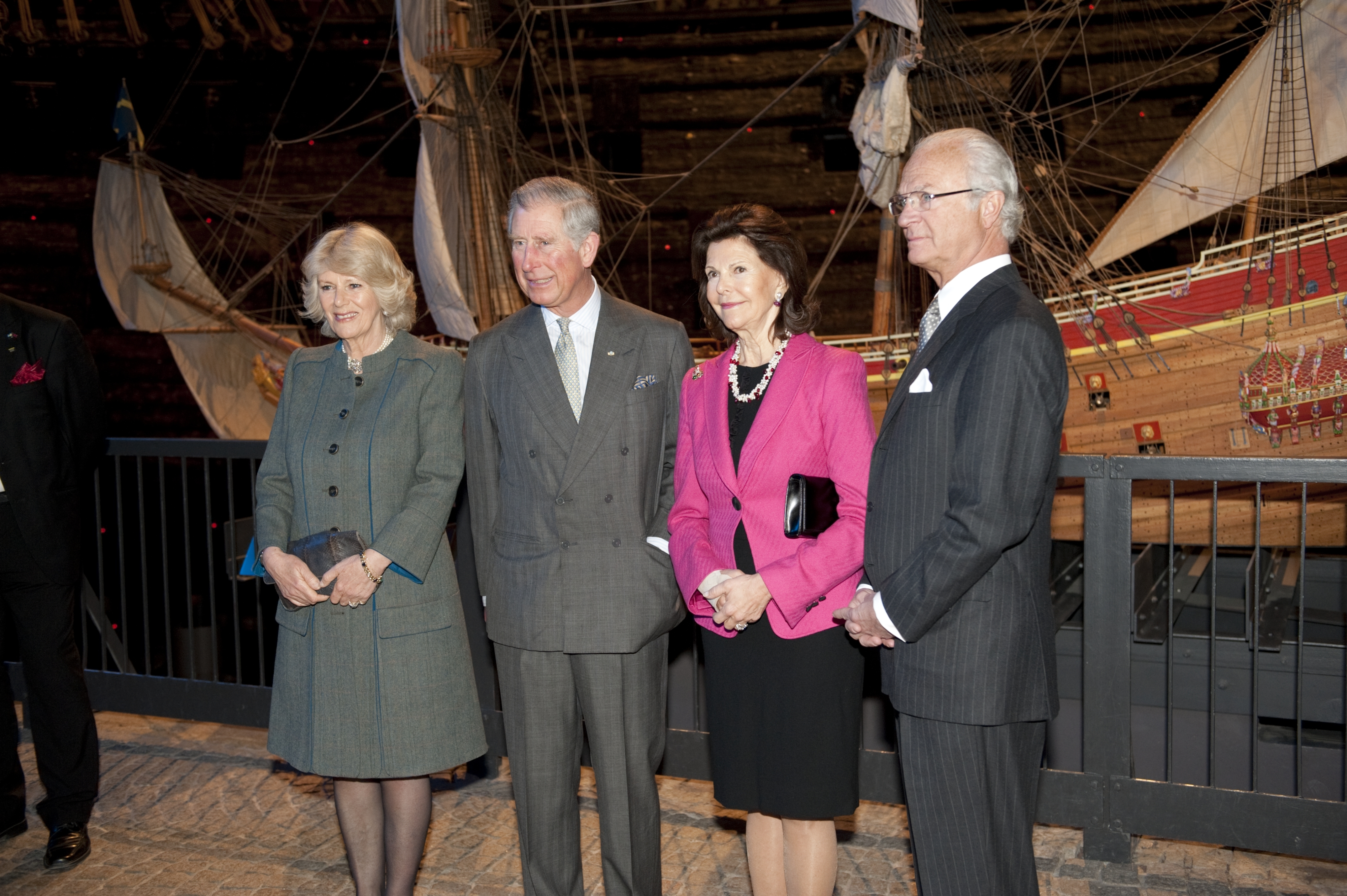
A então Duquesa da Cornualha e o então Príncipe de Gales em visita ao Museu do Vasa com o rei Carlos XVI Gustavo e a Rainha Sílvia, em 2012.

Em março de 2012, a Duquesa e o Príncipe de Gales visitaram a Noruega, a Suécia e a Dinamarca para assinalar o Jubileu de Diamante da rainha. Em maio desse ano, o casal fez uma viagem de quatro dias ao Canadá inserida nas comemorações do Jubileu. Em novembro de 2012, a Duquesa e o Príncipe de Gales visitaram a Austrália, a Nova Zelândia e a Papua-Nova Guiné numa digressão de duas semanas inserida nas comemorações do Jubileu. Durante esta visita, eles marcaram presença na Melbourne Cup de 2012, onde a Duquesa entregou a taça ao vencedor da corrida. Em 2013, o casal visitou a Jordânia e encontrou-se com o rei Abdullah II e a sua esposa, a rainha Rania. Eles visitaram um campo de refugiados sírios.

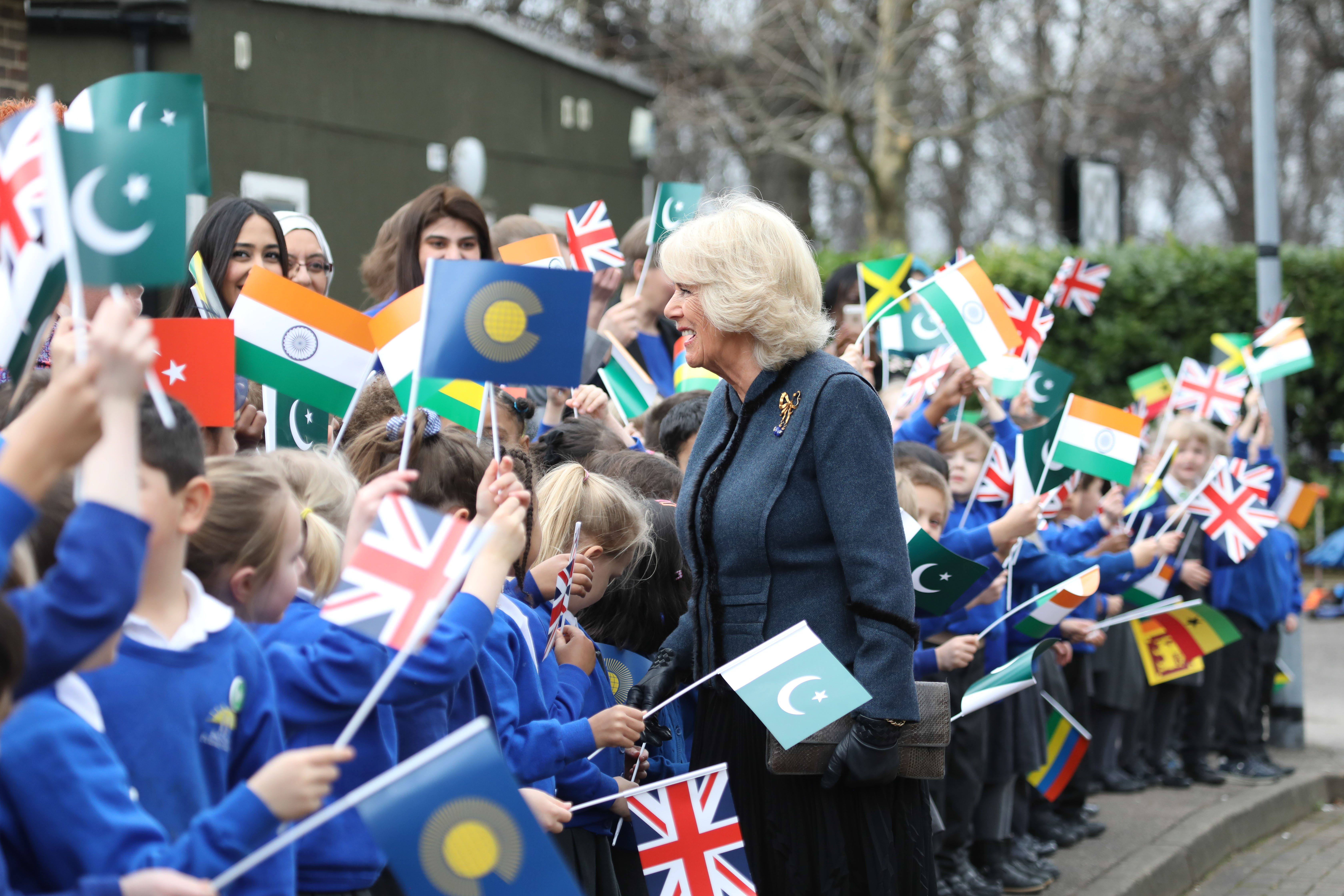
Camila na Barn Croft Primary School para um evento Commonwealth Big Lunch, 2018.

A Duquesa esteve presente na abertura do Parlamento pela primeira vez em maio de 2013 e nesse mês teve a sua primeira visita a solo no estrangeiro em Paris. Nesse ano, o casal esteve presente na coroação do rei Guilherme Alexandre e da rainha Máxima dos Países Baixos e nas celebrações em honra da rainha Beatriz. Em junho de 2014, a Duquesa e o Príncipe de Gales participaram nas celebrações do 70.º aniversário do D-Day na Normandia e fizeram uma visita de nove dias ao México e à Colômbia em novembro desse ano. Em maio de 2015, a Duquesa e o Príncipe de Gales visitaram a Irlanda do Norte e fizeram a sua primeira visita conjunta à República da Irlanda. Em abril de 2018, o casal visitou a Austrália e participou na abertura dos Jogos da Commonwealth de 2018. O casal também visitou países da África Ocidental como Gâmbia, Gana e Nigéria em 2018. Em março de 2019, o Príncipe de Gales e a Duquesa fizeram uma visita oficial a Cuba, tornando-se nos primeiros membros da realeza britânica a visitar o país. A visita serviu em parte para fortalecer as relações entre o Reino Unido e Cuba. Em março de 2021, o casal fez a sua primeira visita desde o início da pandemia de Covid-19 à Grécia, a convite do governo grego, para celebrar o bicentenário da independência do país.

## Rainha Consorte
Camila tornou-se rainha consorte em 8 de setembro de 2022 após a ascensão de seu marido como rei Carlos III, após a morte de Isabel II. Em 10 de setembro de 2022, ela participou do Conselho de Ascensão, onde Carlos III foi formalmente proclamado rei, onde serviu como testemunha junto com seu enteado, o príncipe Guilherme.
Após a ascensão, a rainha consorte anunciou que estava substituindo o papel tradicional das damas de companhia por um papel mais moderno e menos formal de acompanhantes da rainha, onde estas iriam auxiliá-la em compromissos oficiais, mas não respondendo a cartas ou planejamento do dia-a-dia.
Em 13 de fevereiro de 2023, o Palácio de Buckingham anunciou que Camila havia testado positivo para COVID-19, o que a forçou a adiar vários compromissos públicos. Em 29 de março de 2023, ela acompanhou Carlos em uma visita de Estado à Alemanha, que foi sua primeira visita ao exterior como monarca. Inicialmente, eles deveriam visitar a França antes de viajar para a Alemanha, mas essa viagem foi adiada por causa das greves da reforma previdenciária francesa de 2023.

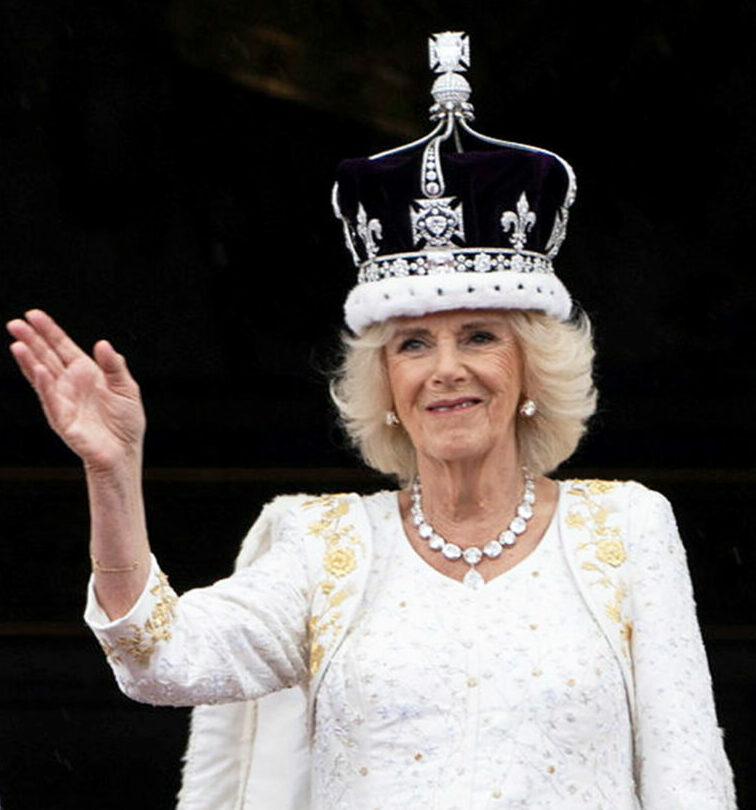
A rainha Camila na sacada do Palácio de Buckingham, após a cerimônia de sua coroação com o rei Carlos III em maio de 2023.

Camila foi coroada ao lado de seu marido em 6 de maio de 2023, na Abadia de Westminster, em Londres. Em 5 de julho de 2023, Carlos e Camila participaram de um Serviço Nacional de Ação de Graças, onde foram presenteados com as Honras da Escócia na Catedral de Santo Egídio. Durante a cerimônia, a nova Espada Isabel foi usada pela primeira vez, substituindo a frágil Espada Escocesa do Estado.No mesmo mês, foi anunciado que, ao contrário do consorte da monarca anterior, o príncipe Filipe, Camila não receberia uma anuidade parlamentar e suas atividades seriam financiadas por meio do Subsídio Soberano.

## Caridade e patrocínios
Camila é patrona de escolas (St Catherine's School), instituições de saúde (The Society of Chiropodists and Podiatrists, Trinity Hospice, Arthritis Nuffield Orthopaedic Centre, Royal National Hospital for Rheumatic Diseases, Maggie's Cancer Caring Centres, JDRF), instituições ligadas a animais (Animal Care Trust, Battersea Dogs & Cats Home, British Equestrian Federation, Elephant Family), instituições de proteção e empoderamento de jovens e crianças (Youth Action Wiltshire, The Girls' Friendly Society) e instituições de apoio às artes (New Queen's Hall Orchestra, London Chamber Orchestra, Elmhurst School for Dance, National Youth Orchestra of Great Britain). Ela é a comodora-chefe honorária do Serviço Médico da Marinha Real. Dentro dos seus deveres com este cargo, ela visitou o navio-escola HMS Excellent em janeiro de 2012 para atribuir medalhas a equipas médicas navais que regressavam do Afeganistão. Camila também é membro honorário de outras instituições e, em fevereiro de 2012, foi eleita para o Gray's Inn, uma associação de advogados profissionais. Em fevereiro de 2013, ela foi nomeada chanceler da Universidade de Aberdeen, um cargo cerimonial que envolve entregar os diplomas aos licenciados. Camila é a primeira mulher chanceler da história da universidade e o único membro da família real a deter o cargo desde que este foi criado em 1860. Em 2015, foi anunciado que ela iria presidir o festival WOW (Women of the World Festival), um evento anual que celebra as conquistas das mulheres e que analisa os obstáculos que elas enfrentam no mundo, principalmente a violência doméstica. Em 2018 e 2020, ela tornou-se vice-patrocinadora da Royal Commonwealth Society e da Academia Real de Dança.

#### Osteoporose

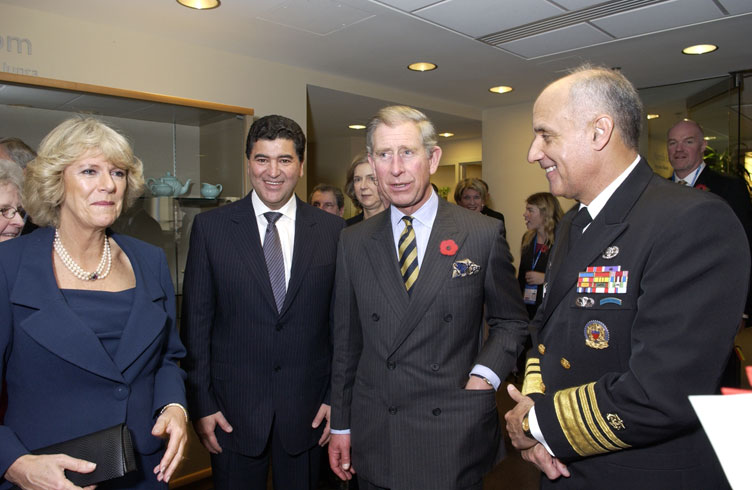
O ex-diretor do INS, Dr. Elias Zerhouni dá as boas-vindas ao então Príncipe de Gales e à então Duquesa da Cornualha aos Institutos Nacionais da Saúde, em 2005.

Em 1994, Camila associou-se à National Osteoporosis Society depois de a sua mãe ter morrido de forma dolorosa da doença nesse ano. A sua avó materna também morreu devido a complicações provocadas pela osteoporose em 1986. A rainha consorte tornou-se mecenas desta instituição em 1997 e passou a ser sua presidente em 2001 num evento que foi bastante divulgado e onde se fez acompanhar pelo então Príncipe de Gales. Em 2002, a rainha consorte anunciou o lançamento de um minilivro: A Skeleton Guide to a Healthy you, Vitamins and Minerals que tinha como objetivo ajudar as mulheres a proteger-se da doença. No mês seguinte, ela participou na conferência de Mulheres Líderes para Examinar os Obstáculos e a Comparticipação do Diagnóstico e Tratamento da Osteoporose, que contou com a participação de 13 mulheres ilustres de todo o mundo. O evento foi organizado pela International Osteoporosis Foundation e apresentado pela rainha Rania da Jordânia. Foi neste evento que Camila fez o seu primeiro discurso público. A conferência internacional, que decorreu em Lisboa, juntou figuras públicas de todo o mundo para falar da osteoporose e pediu a intervenção dos governos. Em 2004, Camila participou noutra conferência em Dublin, organizada pela Irish Osteoporosis Society e, no ano seguinte, visitou o National Institutes of Health em Maryland, nos Estados Unidos, para fazer uma apresentação sobre a osteoporose.
Em 2006, ela lançou a campanha de caminhadas Big Bone, que levou 90 crianças a fazer uma caminhada de 16 quilómetros em Loch Muick, na propriedade de Balmoral na Escócia, para angariar dinheiro para a caridade. Através desta campanha, conseguiu angariar 200.000 libras. Em 2011, ela participou na série de rádio The Archers para divulgar a doença e, em 2013, associou-se ao programa Strictly Come Dancing para angariar fundos para a National Osteoporosis Society. Em 2006, Camila já tinha discursado em mais de 60 eventos relacionados com a osteoporose no Reino Unido e por todo o mundo, e também tinha inaugurado unidades de cintilografia óssea em centros de osteoporose para ajudar doentes. Quase todos os anos, ela assinala o Dia Mundial da Osteoporose. Ela continua a participar em conferências por todo o mundo e a conhecer especialistas para falar da doença.
Pelo seu trabalho de sensibilização para a osteoporose em todo o mundo, a rainha consorte foi homenageada com um prémio Ethel LeFrank por uma instituição de caridade norte-americana em 2005. Em 2007, recebeu o prémio Kohn Foundation da National Osteoporosis Society. Em julho de 2007, Camila inaugurou o Cornwall Centre for Osteoporosis no Royal Cornwall Hospital, Truro. No mesmo ano, a King's College de Londres concedeu-lhe uma honorary fellowship por aumentar a visibilidade da osteoporose. Em 2009, a National Osteoporosis Society criou o prémio Duquesa da Cornualha, que reconhece os avanços na área da osteoporose. Em 2016, Camila recebeu um Doutoramento honorário da Universidade de Southampton. Em 2019, a National Osteoporosis Society passou a ser a Royal Osteoporosis Society.

#### Literacia

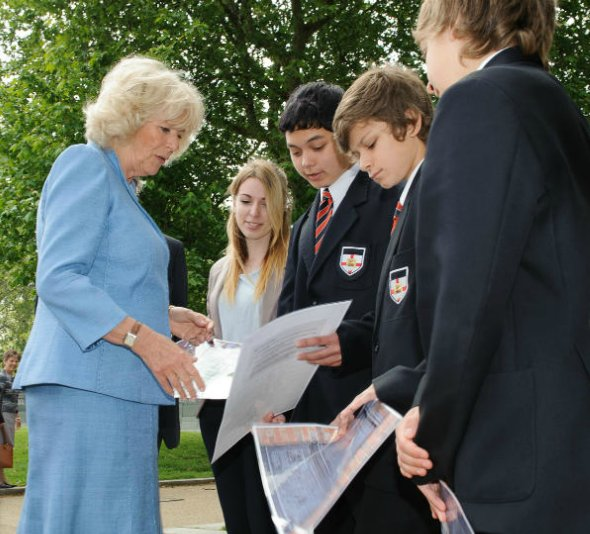
A Duquesa da Cornualha conversa com alunos da Escola dos Cavaleiros Templários em Baldock, Hertfordshire, 2012.

Sendo uma leitora ávida, Camila é uma defensora da literacia. Ela é patrocinadora do National Literacy Trust e de outras caridades ligadas à literacia. Camila visita escolas, bibliotecas e organizações infantis frequentemente para ler para crianças pequenas. Além disso, ela participa nas celebrações da literacia, incluindo no Dia Internacional da Literacia e no Dia Mundial do Livro. Em 2011, ela participou no Hay Festival para apoiar a literacia infantil e doou livros às livrarias da Oxfam. No mesmo ano, ela doou dinheiro para apoiar a campanha de literacia do jornal Evening Standard.
Camila também já lançou e continua a lançar campanhas e programas para promover a literacia. Neste âmbito, ela disse num discurso num evento do National Literacy Trust em 2013: "Acredito firmemente que a importância de incitar uma paixão pela leitura na próxima geração. Eu tive a sorte de ter um pai que era um bibliófilo fervoroso e também um contador de histórias brilhante. Num mundo onde a palavra escrita se encontra em competição com tantas outras coisas que pedem a nossa atenção, precisamos de mais heróis da literacia para continuarem a inspirar os jovens a encontrar o prazer e o poder de ler."

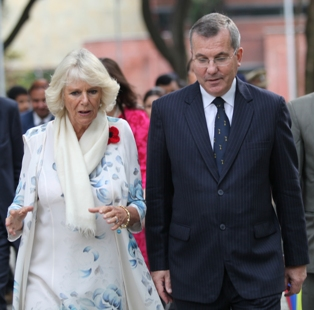
A Duquesa da Cornualha com Peter McLaughlin, diretor da The Doon School, que ela visitou em novembro de 2013 em sua turnê pela Índia.

Camila é patrona do Queen's Commonwealth Essay Competition desde 2014. A iniciativa, que é administrada pela Royal Commonwealth Society, pede que jovens escritores de toda a Commonwealth escrevam ensaios sobre um tema específico com Camila lançando a competição anualmente. Desde 2015, Camila está envolvida com 500 Words, uma competição lançada pela BBC Radio 2 para crianças escreverem e compartilharem suas histórias e foi anunciada como juíza honorária da competição em 2018. Desde 2019, Camila apoia a iniciativa Poetry Together de Gyles Brandreth, que visa reunir gerações mais jovens e mais velhas por meio da recitação de poesia. Em janeiro de 2021, ela lançou o clube online Reading Room para leitores, escritores e comunidades literárias se conectarem e compartilharem seus interesses e projetos. Em outubro de 2021, ela foi anunciada como patrona da Silver Stories, uma instituição de caridade que liga jovens a idosos, incentivando-os a ler histórias por telefone. Em janeiro de 2022, ela se juntou aos membros da iniciativa Reading Room para promover o plantio de livros em bibliotecas telefônicas em todo o Reino Unido.

#### Vítimas de violação e de abuso sexual
Depois de visitar nove centros de crise para vítimas de violação e de ouvir histórias de sobreviventes, Camila começou a chamar a atenção para o assunto e a promover formas de ajudar vítimas de violação e de abuso sexual a ultrapassar os seus traumas. Segundo o The Times: "As histórias que Sua Alteza Real ouviu na sua primeira visita e as histórias que ouviu depois deixaram-na com um forte desejo de chamar a atenção para a violação e o abuso sexual e de tentar ajudar as pessoas afetadas pelos mesmos". Ela fala frequentemente com vítimas num centro de crise de violação em Croydon e costuma visitar outros centros, por todo o Reino Unido e em visitas oficiais ao estrangeiro, para se reunir com os funcionários e as vítimas. Em 2010, em conjunto com o Mayor de Londres da altura, Boris Johnson, ela inaugurou um centro em Ealing, no Oeste de Londres, para vítimas de violação. Este centro acabou por se expandir para outras zonas da cidade, incluindo Hillingdon, Fulham, Hounslow, e Hammersmith. Em 2011, a Duquesa inaugurou o Centro de Encaminhamento de Vítimas de Abuso Sexual de Oakwood Place Essex.
Em 2013, ela organizou um encontro entre vítimas de violação e grupos de apoio em Clarence House. O Diretor do Ministério Público, Keir Starmer, e a Ministra do Interior, Theresa May, estavam entre os convidados. Neste evento, Camila apresentou um plano para ajudar as vítimas: cerca de 750 necessaires, criados pelos funcionários de Clarence House com artigos de toilette foram entregues às vítimas. Ela teve esta ideia depois de visitar um centro no Derbyshire e de ter perguntado às vítimas o que as ajudaria a sentir-se confortáveis depois do trauma e dos exames forenses. Segundo Clarence House, o evento foi a primeira reunião de sempre com figuras proeminentes a focar-se exclusivamente na violação e no abuso sexual. Nesse ano, Camila visitou a Irlanda do Norte e inaugurou o The Rowan, um centro de encaminhamento de vítimas de abuso sexual no Antrim Area Hospital, que foi o primeiro centro a oferecer ajuda e conforto a vítimas de violação e de abuso sexual na Irlanda do Norte. Em maio de 2014, durante a sua visita oficial ao Canadá, ela encontrou-se em privado com duas mulheres que tinham deixado lares violentos e que estavam a receber apoio da Alice House of Dartmouth, em Nova Scotia. Em março de 2016, durante uma visita oficial aos Bálcãs com o seu marido, Camila visitou programas da UNICEF em Montenegro e falou sobre abusos sexuais a crianças. Ela teve ainda acesso a uma amostra de uma nova aplicação concebida para proteger crianças de abuso sexual na internet. No ano seguinte, Camila criou uma parceria com a cadeia de drogarias Boots para criar uma linha de necessaires que são distribuídos a centros de encaminhamento de vítimas de abuso sexual do Reino Unido. Em setembro de 2021, ela tornou-se patrocinadora do Mirabel Centre, o primeiro centro de encaminhamento de vítimas de abuso sexual da Nigéria. Em outubro de 2021, ela fez um discurso no lançamento do Shameless, um projeto endossado pela Women of the World Foundation e Birkbeck, Universidade de Londres, que busca educar as pessoas sobre violência sexual. Ela expressou seu choque com o assassinato de Sarah Everard e exortou homens e mulheres a quebrar a "cultura do silêncio" em torno da agressão sexual.

### Outras áreas
Camila é uma defensora do bem-estar animal e patrona de muitas instituições de caridade de bem-estar animal, incluindo a Battersea Dogs & Cats Home e presidente do Brooke Hospital for Animals. Ela costuma visitar outros abrigos de animais para mostrar seu apoio e ver como os animais são cuidados. Em 2011, ela adotou um filhote resgatado, um Jack Russell Terrier da Battersea Dogs and Cats Home, e em 2012 adotou outro do abrigo. Também em 2012, ela abriu duas instalações veterinárias na Escola de Ciências Veterinárias da Universidade de Bristol em Langford em Somerset, que fornecem tratamento para animais doentes. Em 2015, Camila trabalhou com a loja de departamentos Fortnum & Mason para vender 250 potes de mel produzidos por abelhas em seu jardim particular em Wiltshire; os frascos, ao preço de £ 20, esgotaram em duas semanas e os rendimentos foram doados para a instituição de caridade Medical Detection Dogs, da qual ela é patrona. Desde então, ela envia uma edição limitada de mel todos os anos para a Fortnum & Mason, com os rendimentos doados para outras instituições de caridade.
Camila apoia organizações em todo o mundo que trabalham para combater a pobreza e a falta de moradia. Ela é patrona da Emmaus UK e, em 2013, durante sua viagem solo a Paris, foi conhecer o trabalho realizado pela instituição de caridade naquela cidade. Todos os anos, perto do Natal, ela visita as comunidades de Emaús em todo o Reino Unido. Na mesma linha, ela é uma firme defensora das cooperativas de crédito, que ela afirma serem uma "força real para mudar o cenário financeiro, servir as pessoas, não lucrar" e "fornecer uma comunidade financeira amigável onde os membros mutuamente beneficiar de aconselhamento, bem como contas de poupança e empréstimos." Ela também apoia organizações e programas relacionados a alimentação saudável, antiMGF, artes e patrimônio.

## Imagem pública

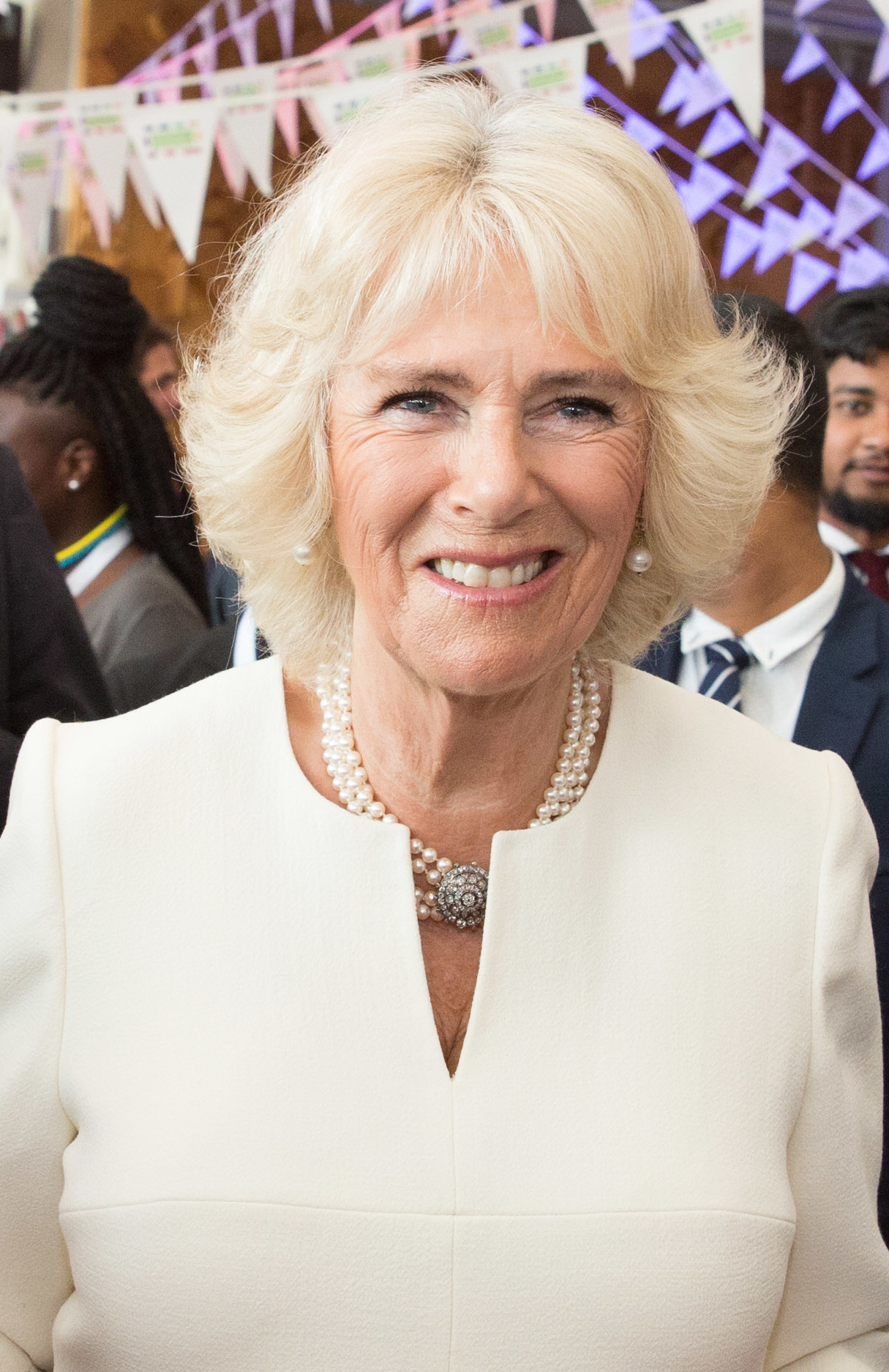
Camila no The Commonwealth Big Lunch, 17 de abril de 2018.

Camila desde sempre foi impopular entre o povo britânico por ter sido amante do então príncipe Carlos, quando ele ainda estava casado com Diana, Princesa de Gales. Mesmo após Carlos e Diana se divorciarem em 1996 e a morte prematura de Diana em 1997, o título de Princesa de Gales ainda estava fortemente associado a esta última, levando Camila a adotar o título de Duquesa da Cornualha ao se casar com o príncipe em 2005. De acordo com a especialista na família real Marlene Koenig, a decisão de Camila não assumir o antigo título de Diana foi para que as possíveis opiniões adversas a ela fossem limitadas. Disse ela ao Town & Country:
"Camila não era popular ou querida, [embora] isso tenha mudado muito desde o casamento, já que Camila assumiu muitos projetos sociais e Carlos está muito mais feliz... Ainda assim, [havia] muita tensão e raiva entre um certo elemento da população — por isso, foi decidido que Camila seria denominada a Duquesa da Cornualha, embora, é claro, ela seja a Princesa de Gales" — Marlene Koenig.
Mesmo após o casamento com Carlos, ela tomou esforços para não se envolver em qualquer polêmica desde então. O site especializado em pesquisas YouGov, por exemplo, apontou em dezembro de 2020 que ela empatava em "opiniões positivas" e "opiniões negativas" em 34% dos resultados, o que foi visto como algo preocupante para a futura Rainha Consorte do Reino Unido. Numa outra pesquisa do YouGov, apenas 16% dos britânicos achavam que Camila deveria receber o título de Rainha e 27% opinam que ela não deveria ter título algum. Segundo o mesmo site, Camila é apenas a 11ª mais popular do Top 15 dos membros da família real britânica.

### Moda e estilo
Nos anos após seu casamento, Camila desenvolveu seu próprio estilo e experimentou roupas e conjuntos de designers de moda notáveis. Diz-se que ela prefere "estilos de vestido de chá e blusa de assinatura" e favorece "tons de nude, branco e marinho" e "decotes redondos". Ela também foi elogiada por suas coleções de joias. Em 2018, Tatler a nomeou em sua lista das pessoas mais bem vestidas da Grã-Bretanha, elogiando-a por suas escolhas de chapéus que deram "um bom nome à chapelaria".

## Títulos, estilos, honras e brasão

Monograma real da rainha Camila.

### Títulos e estilos
- 17 de julho de 1947 – 4 de julho de 1973: "Srta. Camila Rosamaria Shand"
- 4 de julho de 1973 – 3 de março de 1995: "Sra. Camila Parker Bowles"
- 3 de março de 1995 – 9 de abril de 2005: "Sra. Camila Rosamaria Shand"
- 9 de abril de 2005 – 9 de abril de 2021: "Sua Alteza Real, a Duquesa da Cornualha" [nota 1]
- 9 de abril de 2021 – 8 de setembro de 2022: "Sua Alteza Real, a Duquesa da Cornualha e Edimburgo"
  - Na Escócia: "Sua Alteza Real, a Duquesa de Rothesay"
- 8 de setembro de 2022 – 6 de maio de 2023: "Sua Majestade, a Rainha Consorte"
- 6 de maio de 2023 – presente: "Sua Majestade, a Rainha" [168]

### Honras
Ordens
- 2007: Membro da Ordem da Família Real da Rainha Isabel II
- 2012: Dama da Grande Cruz da Real Ordem Vitoriana (GCVO)[169]
- 2012: Companheira da Ordem da Estrela de Melanésia (CSM)[170]
- 2014: Grã-Cruz da Ordem Nacional do Mérito[164]

Medalhas
- 2005: Medalha Comemorativa do Centenário de Saskatchewan
- 2012: Medalha do Jubileu de Diamante da Rainha Isabel II do Reino Unido
- 2024: Ordem da Família Real Do Rei Charles III

### Brasão
Em 2005, em seu aniversário de 58 anos, a Clarence House anunciou oficialmente que Camila havia recebido da rainha Isabel II o direito de ter seu próprio brasão para uso pessoal. O brasão foi preparado por Peter Gwynn-Jones, Rei de Armas da Jarreteira Principal, e foi afirmado que Isabel II, Camila e Carlos estavam todos "muito interessados" em sua criação. O brasão de Camila impala os de seu marido à dextra (lado direito do portador e lado esquerdo do observador) e os de seu pai à sinistra (lado esquerdo do portador e lado direito do observador).
O seu brasão como duquesa consiste em: à dextra, o brasão real, esquatrelado: I e IV goles, três leões passant guardant or em pala (pela Inglaterra); II or, um leão rampant dentro de um tressure flory-contra-flory goles (pela Escócia); III Azure, uma harpa or com cordas argento (pela Irlanda), diferenciado por um lambel argento de três pés; em cima um escudo com quatro leões passant guardant or e goles, encimados por um coronel de herdeiro (pelo País de Gales). À sinistra, azure, uma cabeça de javali argento armada e linguada or, um acanalado argento com uma cruz crosslet fitchy sablé entre duas mullets goles. Acima está o coronel de herdeiro aparente de Carlos. Os suportes são o leão rampant or da Inglaterra à dextra, diferenciado pelo lambel argento de três pés e um coronel, e à sinistra um javali azure armado or, linguado goles e empanturrado com um coronel composto de cruzes formy e flores-de-lis presas ao mesmo por uma corrente refletida pelas costas e terminando em um anel or.
| Brasão de Camila como a Duquesa da Cornualha. | Brasão de Camila como a Rainha Consorte. |

## Descendência
| Nome                | Nascimento             | Casamento              | Casamento   | Descendência                                     |
| ------------------- | ---------------------- | ---------------------- | ----------- | ------------------------------------------------ |
| Tom Parker Bowles   | 18 de dezembro de 1974 | 10 de setembro de 2005 | Sara Buys   | Lola Rosalind Parker Bowles Freddy Parker Bowles |
| Laura Parker Bowles | 1 de janeiro de 1978   | 6 de maio de 2006      | Harry Lopes | Eliza Lopes Louis Lopes Gus Lopes                |